# Smitteoverførsel af COVID-19
 Denne artikel bør gennemlæses af en person med fagkendskab for at sikre den faglige korrekthed.
    Der indhentes løbende ny viden om Coronaviruspandemien og sygdommen COVID-19

Smitteoverførsel af COVID-19 (Transmission af COVID-19) er overførsel fra person til person af coronavirussygdommen COVID-19. Virussen overføres hovedsageligt via åndedrætssystemet (respiratory route) ved at en inficeret person hoster, nyser, synger, taler eller trækker vejret.
En ny infektion opstår, når virusholdige partikler udåndet af en inficeret person – enten som åndedrætsdråber eller aerosoler – kommer ind i munden, næsen eller øjnene på andre mennesker, der er i tæt kontakt med den inficerede person.
Ved transmission fra menneske til menneske antages det at der i gennemsnit skal omkring 1000 infektiøse SARS-CoV-2-viruspartikler (virioner) til at starte en ny infektion.
Jo tættere og længere folk interagerer med hinanden, jo mere sandsynligt er det at de overfører COVID-19. Tættere afstande kan involvere større dråber (som falder til jorden) og aerosoler, mens længere afstande kun involverer aerosoler.
Større dråber kan også blive til aerosoler (kendt som droplet nuclei) ved fordampning.
Den relative betydning af større dråber og aerosoler er november 2020 ikke tydelig; imidlertid kender man ikke til at virussen skulle spredes mellem rum over lange afstande, som for eksempel gennem luftkanaler (ventilationskanaler).
Luftbåren transmission kan især forekomme indendørs på steder med høj risiko
som for eksempel restauranter, kor, fitnesscentre, natklubber, kontorer og religiøse steder, ofte når de er overfyldte eller mindre ventilerede.
Det forekommer også i sundhedssektoren, ofte når der udføres aerosoldannende medicinske procedurer på COVID-19-patienter.
Selv om det anses for muligt, er der ingen direkte beviser for, at virussen overføres ved hud til hud kontakt.
En person kunne få COVID-19 indirekte ved at røre ved en forurenet overflade eller genstand, inden personen derpå rørte ved mund, næse eller øjne,
selv om det ikke menes at være den vigtigste måde, hvorpå virussen spredes, og der er ingen direkte beviser for denne metode heller.
Det vides ikke, om virussen spredes gennem afføring, urin, modermælk, mad, spildevand, drikkevand eller via dyresygdomsvektorer (selv om nogle dyr kan blive smittet af mennesker).
Det overføres meget sjældent fra mor til baby under graviditeten.
Social distancering og brug af ansigtsmasker, kirurgiske masker, åndedrætsværn eller anden ansigtsbeklædning virker mod dråbetransmission. Indendørs kan smitteoverførsel mindskes med velholdte varme- og ventilationssystemer for at opretholde god luftcirkulation og øge brugen af udeluft.
Det antal personer der bliver smittet af en allerede smittet person, varierer.
September 2020 blev det anslået, at en smittet person i gennemsnit vil smitte mellem to og tre andre mennesker.
Det er højere end for influenza, men mindre end for mæslinger.
Spredningen sker ofte i klynger (clusters), hvor infektioner kan spores tilbage til den første smittede ('patient nul', 'index case') eller til et bestemt sted, den geografiske placering.
"Superspredende begivenheder" hvor mange mennesker er smittet af en person, spiller en vigtig rolle.
En inficeret person kan overføre virussen til andre op til to dage, før de selv viser symptomer, og det selv om symptomerne aldrig bliver synlige.
I moderate tilfælde forbliver folk smitsomme i 7-12 dage, i alvorlige tilfælde op til to uger.
I oktober 2020 rapporterede medicinske forskere tegn på geninfektion hos en patient.